# Ptychadena arnei
Ptychadena arnei é uma espécie de anfíbio da família Ranidae.
Pode ser encontrada nos seguintes países: Costa do Marfim, Guiné, Senegal, Serra Leoa, e possivelmente Guiné-Bissau e Libéria.
Os seus habitats naturais são: florestas subtropicais ou tropicais húmidas de baixa altitude, savanas húmidas, pântanos, lagos de água doce intermitentes, marismas de água doce e florestas secundárias altamente degradadas.